# Peter Fendi
Pour les articles homonymes, voir Fendi.
Peter Fendi (4 septembre 1796 - 28 août 1842) est un peintre de cour autrichien, portraitiste et de genre, également graveur et lithographe. Il est l'un des artistes représentatifs de la période Biedermeier.

## Biographie
Peter Fendi est né à Vienne le 4 septembre 1796, de Joseph et Elizabeth Fendi. Son père est maître d'école. Il est tombé d'une table à langer lorsqu'il était nourrisson, un accident qui a causé des dommages irréparables à sa colonne vertébrale. Fendi fait preuve d'un talent pour le dessin dès l'enfance. Il est admis à l'Académie des Beaux-Arts de Vienne en 1810, à l'âge de 13 ans. Il y étudie trois ans sous la direction de Johann Martin Fischer, Hubert Maurer et Johann Baptist von Lampi l'Ancien.
Fendi rencontre Joseph Barth, un collectionneur d'art et ophtalmologiste personnel de Joseph II, et à travers les relations de Barth avec d'autres artistes influents, en 1818 Fendi trouve un travail à la galerie impériale des monnaies et antiquités,, en tant que dessinateur de dessin technique et graveur. Fendi reçoit une médaille d'or en 1821 pour sa peinture à l'huile Vilenica et il est élu membre de l'académie des beaux-arts de Vienne en 1836.
Fendi est occasionnellement employé, tant par des nobles que par des roturiers, en tant qu'instructeur de dessin et peinture, et plus tard dans sa vie, l'enseignement pris une part plus importante. Parmi ses élèves figurent Carl Schindler et Johann Friedrich Treml. Fendi meurt le 28 août 1842.
En 1841, il conçoit le graphisme du billet de 1O florins.

## Œuvre
Fendi peignait à l'huile et à l'aquarelle, tout en travaillant la gravure, l'impression, la lithographie et la sculpture sur bois,. Des impressions multicolores par Fendi sont considérées comme des succès décisifs dans le domaine de la lithographie. Fendi est connu pour ses scènes de genre, influencées par des peintres hollandais tels que Adriaen Brouwer, Adriaen van Ostade et Rembrandt. Parmi les autres influences que l'on peut noter dans le développement artistique de Fendi, on trouve les travaux d'Italiens tels que Giovanni Bellini, Tintoretto, Titien, et Paul Véronèse, qu'il a vu lors d'un voyage à Venise en 1821.
Ses portraits de l'aristocratie sont également connus. 
Longtemps lui furent attribuées des aquarelles érotiques représentent à peu près toutes les positions sexuelles possibles, comme plus tard son compatriote Johann Nepomuk Geiger, mais de récentes recherches ont démontrées qu'il n'en était pas l'auteur : elles proviennent d'un ouvrage publié à Leipzig en 1910, intitulé Vierzig erotische Aquarelle in Faksimilereproduktion : il s'agit d'un montage réalisé par Joseph Danhauser et Karl Merker (Vienne, C.W / Stern),.
Ses œuvres sont conservées à Vienne au musée Albertina, à la galerie autrichienne du Belvédère, au Kunsthistorisches Museum, au Wien museum Karlplatz et dans les collections du prince du Liechtenstein à Vaduz.
- La Curieuse (1833), huile sur bois, 31 × 23 cm, Palais du Belvédère (Vienne)[17]

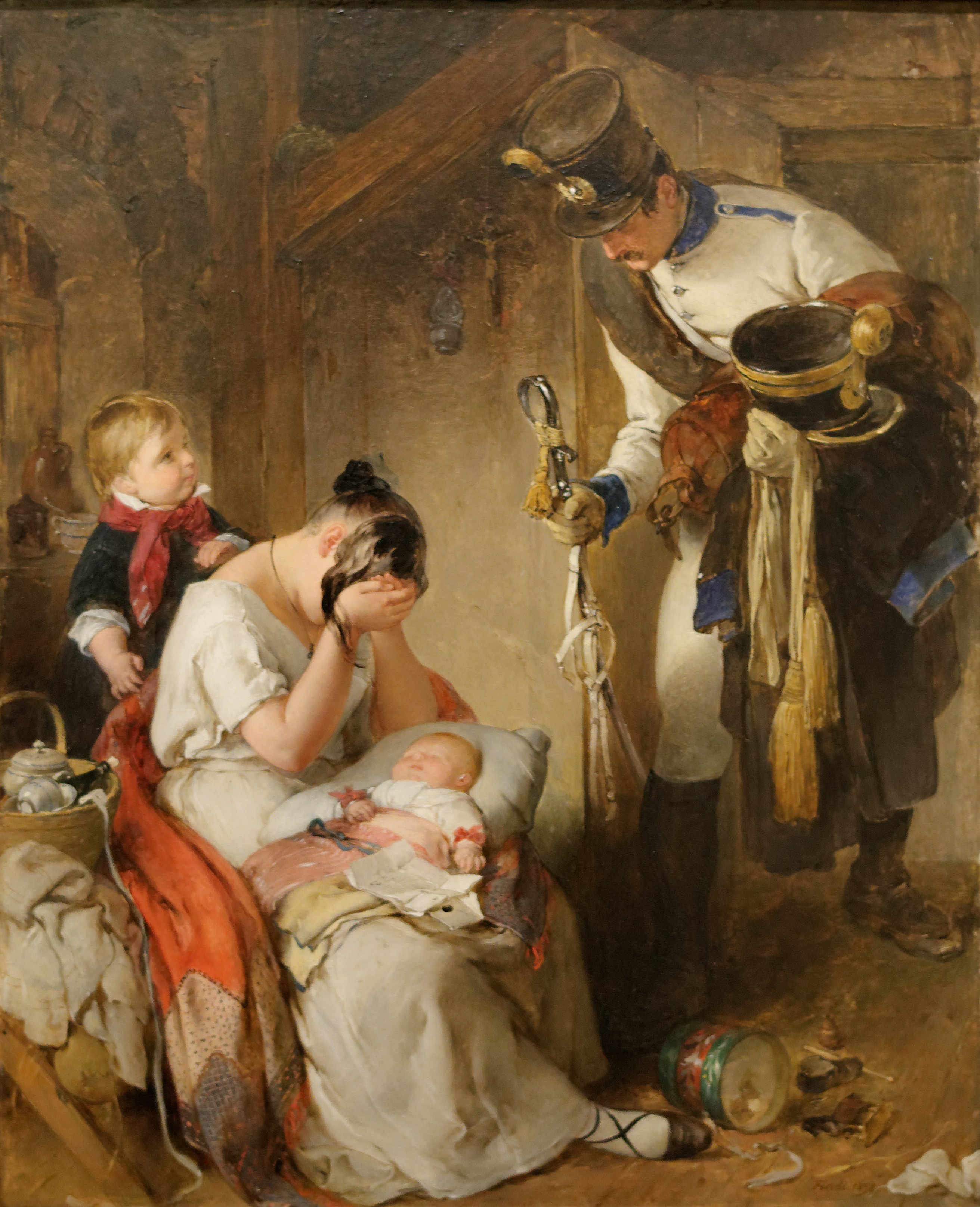
La Mauvaise nouvelle (1838)
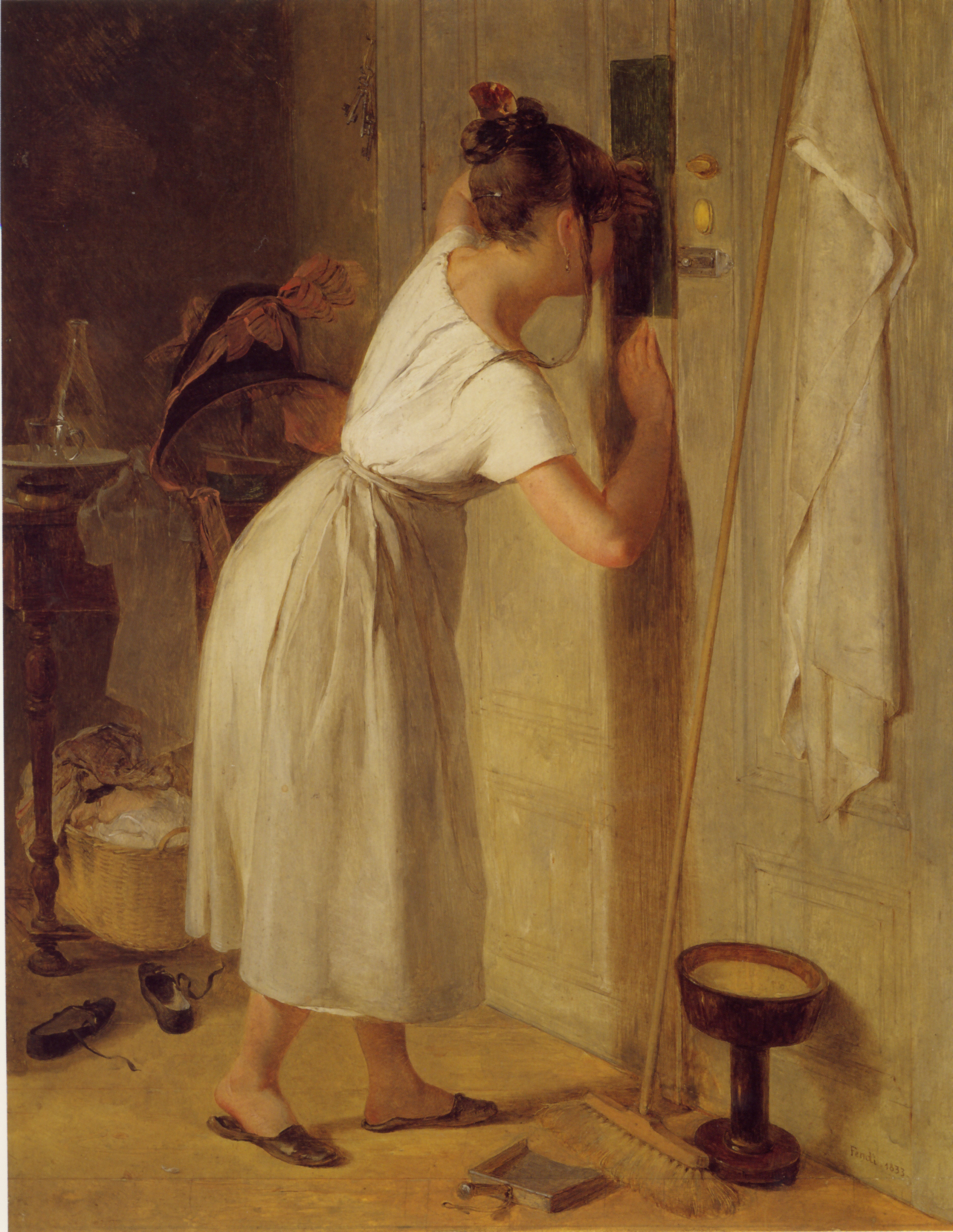
La Curieuse (1833) Palais du Belvédère (Vienne)